# Ван Арт, Ваут
Ваут ван Арт (нидерл. Wout van Aert; род. 15 сентября 1994, Херенталс, Бельгия) — бельгийский профессиональный шоссейный велогонщик, выступающий за команду мирового тура «Jumbo-Visma». Серебряный призёр Олимпийских игр 2020 года в групповой гонке, бронзовый призёр Олимпийских игр 2024 года в индивидуальной гонке, призёр чемпионатов мира и Европы в групповой и индивидуальной гонках, трёхкратный чемпион мира (2016, 2017, 2018) по велокроссу.

## Биография
Ван Арт родился в Херенталсе, Фландрия, в семье, которая была далека от велоспорта, хотя один из двоюродных братьев его отца - бывший профессиональный велосипедист Йос ван Арт.
Первые шаги в профессиональной карьере он предпринимал в велокроссе, со временем переключившись на шоссе, в чем ему помогло участие в смешанных гонках вроде Страде Бьянке. В 2018 году, будучи гонщиком команды Vérandas Willems–Crelan, он подписал контракт на выступления за команду Jumbo-Visma с начала сезона 2020 года, однако в 2018 году предпочел разорвать соглашение с действующей командой, так как было объявлено об объединении с командой Roompot–Nederlandse Loterij, и остался без контракта на сезон 2019 года. Владельцы Vérandas Willems–Crelan предложили Jumbo-Visma выкупить контракт молодого гонщика, стороны сошлись на сумме компенсации в 500 000 евро, детали были улажены к декабрю 2018 года..
С 2019 года спортсмен выступает в шоссейных велогонках самого высокого уровня, возвращаясь к велокроссу только в межсезонье.

## Достижения

### Велокросс
2012
2-й — Чемпионат мира (юниоры)
2-й — Чемпионат Бельгии (юниоры)
6-й — Кубок мира 2011—2012 в общем зачёте (юниоры)
2013
2-й — Кубок мира 2012—2013 в общем зачёте U23
3-й — Чемпионат мира U23
3-й — Чемпионат Бельгии U23
2014
1-й  Чемпион мира U23
2-й — Кубок мира 2013—2014 в общем зачёте U23
2015
1-й  Чемпион Европы U23
3-й — Чемпионат Бельгии
2016
1-й  Чемпион мира
1-й  Чемпион Бельгии
1-й — Кубок мира 2015—2016 в общем зачёте
2017
1-й  Чемпион мира
1-й  Чемпион Бельгии
1-й — Кубок мира 2016—2017 в общем зачёте
2018
1-й  Чемпион мира
1-й  Чемпион Бельгии
2-й  Чемпионат Европы
2019
2-й  Чемпионат мира
2-й — Кубок мира 2018—2019 в общем зачёте
2-й Чемпионат Бельгии
2021
Кубок мира
1-й в общем зачёте
1-й на этапах в Дендермонде и Оверейсе
2-й на этапах в Хюлсте и Намюре
3-й на этапе в Таборе
2-й  Чемпионат мира
2022
Кубок мира
1-й на этапах в Дендермонде и Валь-ди-Соле

### Шоссе
2014
8-й — ЗЛМ Тур — Генеральная классификация
2015
4-й — Omloop Het Nieuwsblad U23
4-й — Гран-при Ефа Схеренса
2016
1-й — Схал Селс
2-й — Дварс дор хет Хагеланд
4-й — Гран-при Пино Черами
8-й — Тур Бельгии — Генеральная классификация
1-й — Пролог
2017
1-й — Тур Лимбурга
1-й — Bruges Cycling Classic
1-й — Гран-при Пино Черами
2-й — Схал Селс
2-й — Рад ам Ринг
3-й — Дварс дор хет Хагеланд
10-й — Тур Бельгии — Генеральная классификация
2018
1-й — Тур Дании — Генеральная классификация
1-й на этапе 2
3-й  Чемпионат Европы — Групповая гонка
3-й — Страде Бьянке
9-й — Тур Фландрии
10-й — Гент — Вевельгем
2019
Критериум Дофине
1-й на этапах 4 (ITT) и 5
1-й  в очковой классификации
Тур де Франс
1-й на этапах 2 (TTT) и 10
2-й — E3 БинкБанк Классик
3-й — Страде Бьянке
6-й — Милан — Сан-Ремо
2020
Тур де Франс
1-й на этапах 5 и 7
Критериум Дофине
1-й на этапе 1
1-й  в очковой классификации
1-й — Милан — Сан-Ремо
1-й — Страде Бьянке
2-й — Тур Фландрии
2-й  Чемпионат мира — Индивидуальная гонка
2-й  Чемпионат мира — Групповая гонка
2021
Тур де Франс
1-й на этапах 11, 20 (ITT) и 21
Тиррено — Адриатико
1-й на этапах 1 и 7 (ITT)
1-й  в очковой классификации
Тур Британии
1-й на этапах 1, 4, 6 и 8
1-й  в генеральной классификации
1-й — Амстел Голд Рейс
1-й — Гент — Вевельгем
2-й  Олимпийские игры — Групповая гонка
2-й  Чемпионат мира — Индивидуальная гонка
3-й — Милан — Сан-Ремо
2022
Тур де Франс
1-й на этапах 4, 8 и 20 (ITT)
1-й  в очковой классификации
Критериум Дофине
1-й на этапах 1 и 5
1-й  в очковой классификации
Париж - Ницца
1-й на этапе 4 (ITT)
1-й  в очковой классификации
1-й — Омлоп Хет Ниувсблад
1-й — E3 Саксо Банк Классик
2-й — Париж — Рубе
3-й — Льеж - Бастонь - Льеж
2023
 Чемпионат Бельгии − индивидуальная гонка
Тур Британии
Генеральная классификация
Этап 5
E3 Саксо Банк Классик
2-й — Гент — Вевельгем
2-й  Чемпионат мира — Групповая гонка
2-й  Чемпионат Европы — Групповая гонка
3-й  Чемпионат Европы — Индивидуальная гонка
3-й — Милан — Сан-Ремо
3-й — Париж — Рубе
2024
Кюрне — Брюссель — Кюрне
Вуэльта Испании
Этапы 3, 7 и 10
3-й  Олимпийские игры — Индивидуальная гонка
3-й — E3 Саксо Банк Классик
3-й — Омлоп Хет Ниувсблад

## Статистика выступлений

### Чемпионаты
| Олимпийские игры  | ИГ |    |    | — |    |    |   |   | 6  |   |  |  |  |
| Олимпийские игры  | ГГ | —  | 2  |   |    |    |   |   |    |   |  |  |  |
| Чемпионат мира    | ИГ | —  | —  | — | —  | —  | — | 2 | 2  |   |  |  |  |
| Чемпионат мира    | ГГ | —  | —  | — | —  | —  | — | 2 | 11 |   |  |  |  |
| Чемпионат Европы  | ГГ | —  | —  | — | —  | 3  | — | — | —  |   |  |  |  |
| Чемпионат Бельгии | ИГ | —  | —  | — | 6  | —  | 1 | 1 | —  | — |  |  |  |
| Чемпионат Бельгии | ГГ | 63 | 47 | 9 | 60 | 13 | 3 | — | 1  |   |  |  |  |

### Гранд-туры
| В генеральных классификациях гранд-туров |      |      |      |      |
| Гранд-тур                                | 2019 | 2020 | 2021 | 2022 |
| Джиро д’Италия                           | —    | —    | —    | —    |
| Тур де Франс                             | НФ   | 20   | 19   | 22   |
| Вуэльта Испании                          | —    | —    | —    | —    |

##### Легенда
| —  | Не участвовал        |
| НФ | Не финишировал       |
| ГГ | Групповая гонка      |
| ИГ | Индивидуальная гонка |